# Domvast
Domvast est une commune française située dans le département de la Somme en région Hauts-de-France.
Depuis juillet 2020, la commune fait partie du parc naturel régional Baie de Somme - Picardie maritime.

## Géographie

### Localisation
Domvast est une commune picarde du Ponthieu.
Limitrophe de Crécy-en-Ponthieu, le village est situé à 12 km au nord-est d'Abbeville et à 43 km au nord-ouest d'Amiens  à vol d'oiseau.
Le territoire de la commune est limitrophe de ceux de six communes.
Les communes limitrophes sont Agenvillers, Brailly-Cornehotte, Canchy, Crécy-en-Ponthieu, Froyelles et Gapennes.

### Géologie et relief
La superficie de la commune est de 12,85 km2 ; son altitude varie de 39  à   83 mètres.
Le sol est léger, caillouteux, généralement calcaire. Il se dessèche vite et demande une pluie fréquente. Sous la terre végétale, on trouve une marne calcaire. Vers Marcheville, ce qu'on prenait pour du sable est du phosphate de chaux : une bénédiction pour les propriétaires concernés.

### Hydrographie
La commune est située dans le bassin Artois-Picardie.
Elle n'est drainée par aucun cours d'eau.
Les puits cherchaient autrefois l'eau dans une nappe phtéatique qui se trouvait à la fin du XIXe siècle entre 15 m et 30 m de profondeur.
Près du bois du Bût, se trouve une éminence qui permet de voir à 14 km le clocher d'Ailly-le-Haut-Clocher.

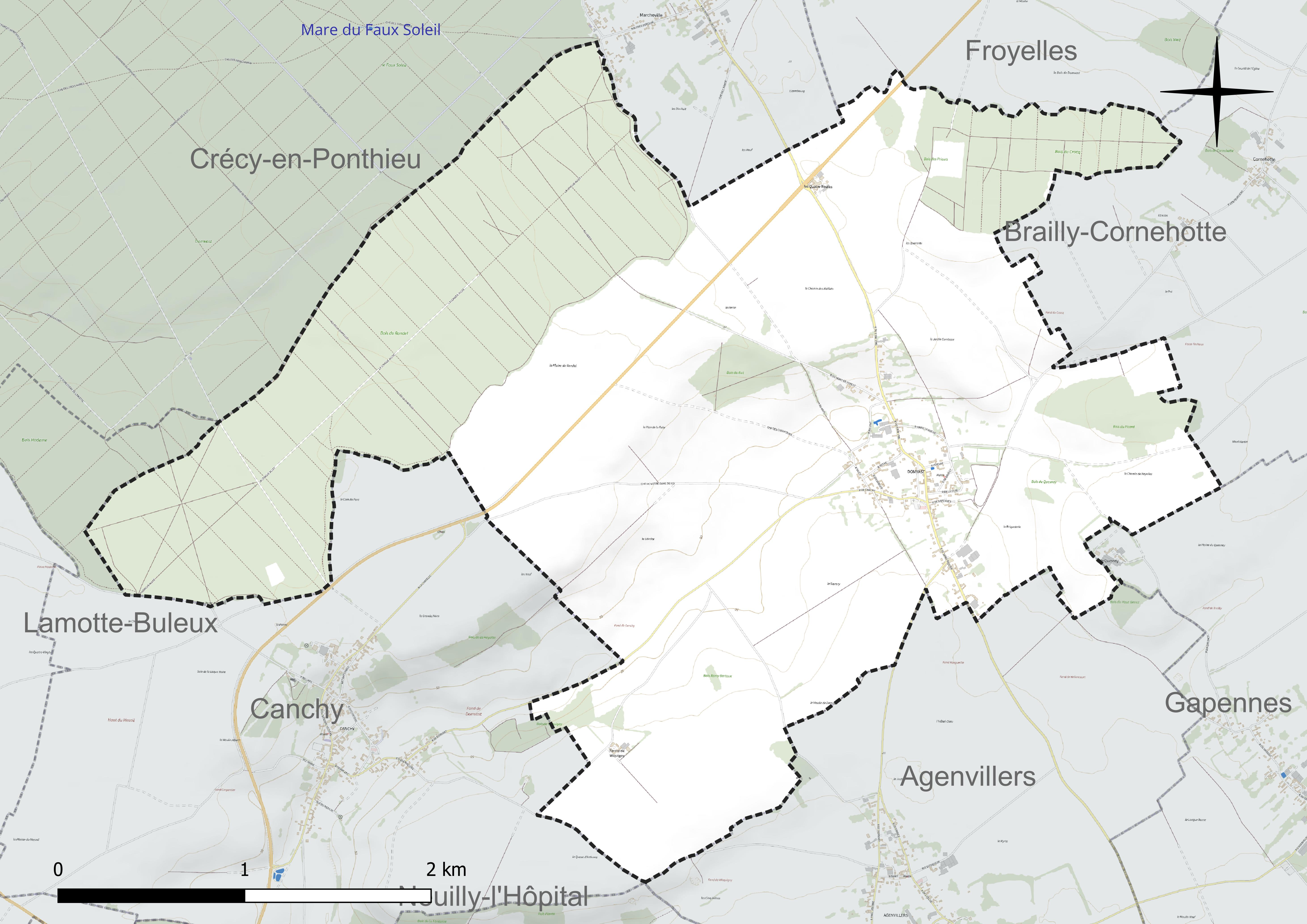
Réseau hydrographique de Domvast.

### Climat
Pour des articles plus généraux, voir Climat des Hauts-de-France et Climat de la Somme.
En 2010, le climat de la commune est de type climat océanique altéré, selon une étude du CNRS s'appuyant sur une série de données couvrant la période 1971-2000. En 2020, Météo-France publie une typologie des climats de la France métropolitaine dans laquelle la commune est exposée à un climat océanique et est dans la région climatique Côtes de la Manche orientale, caractérisée par un faible ensoleillement (1 550 h/an) ; forte humidité de l'air (plus de 20 h/jour avec humidité relative > 80 % en hiver), vents forts fréquents.
Pour la période 1971-2000, la température annuelle moyenne est de 10,5 °C, avec une amplitude thermique annuelle de 13,3 °C. Le cumul annuel moyen de précipitations est de 843 mm, avec 12,4 jours de précipitations en janvier et 8,4 jours en juillet. Pour la période 1991-2020, la température moyenne annuelle observée sur la station météorologique la plus proche, située sur la commune d'Abbeville à 12 km à vol d'oiseau, est de 11,0 °C et le cumul annuel moyen de précipitations est de 806,2 mm,. Pour l'avenir, les paramètres climatiques de la commune estimés pour 2050 selon différents scénarios d'émission de gaz à effet de serre sont consultables sur un site dédié publié par Météo-France en novembre 2022.

## Urbanisme

### Typologie
Au 1er janvier 2024, Domvast est catégorisée commune rurale à habitat dispersé, selon la nouvelle grille communale de densité à sept niveaux définie par l'Insee en 2022.
Elle est située hors unité urbaine. Par ailleurs la commune fait partie de l'aire d'attraction d'Abbeville, dont elle est une commune de la couronne,. Cette aire, qui regroupe 73 communes, est catégorisée dans les aires de 50 000 à moins de 200 000 habitants,. Elle fait également partie de son bassin de vie

### Occupation des sols

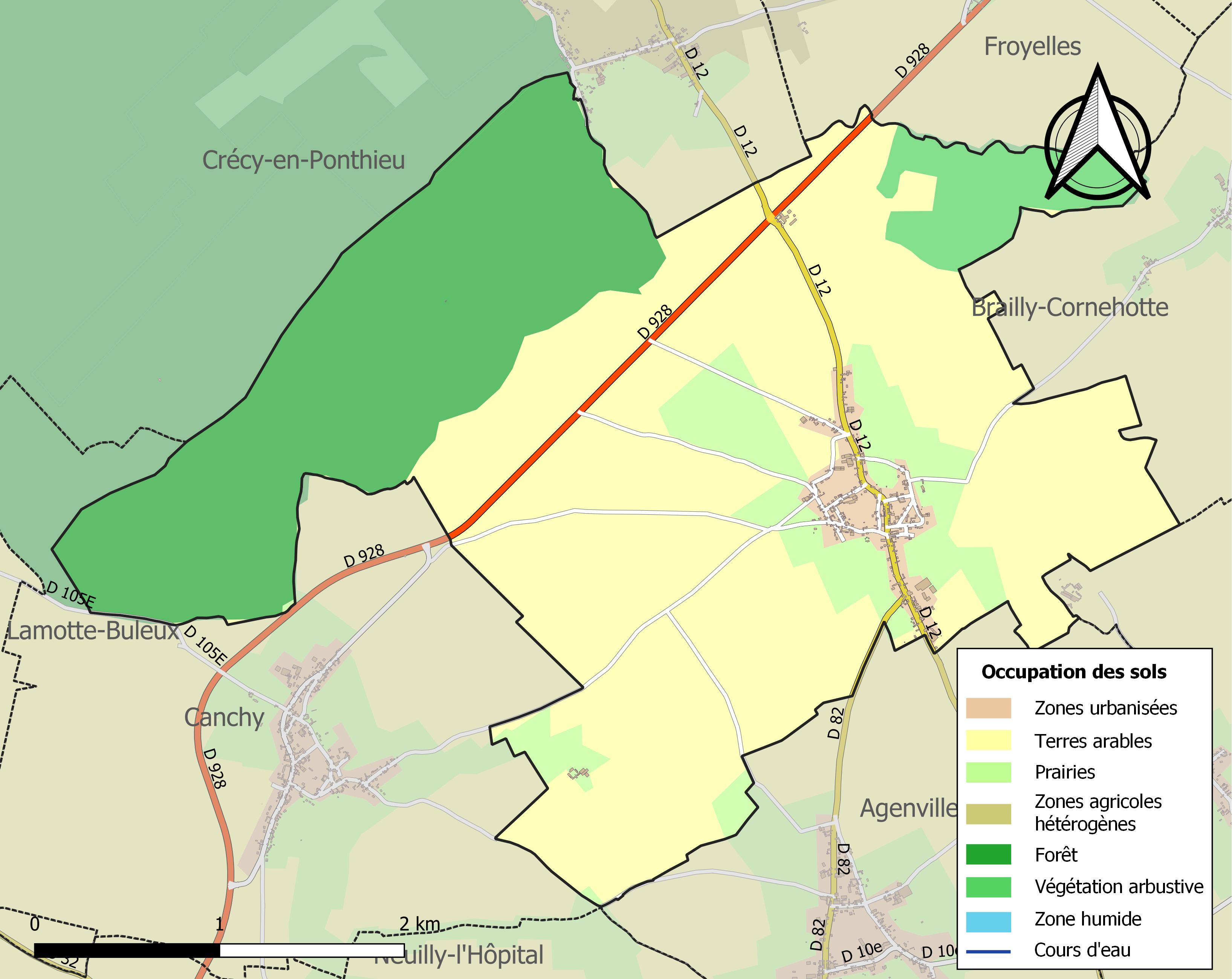
Carte des infrastructures et de l'occupation des sols de la commune en 2018 (CLC).

L'occupation des sols de la commune, telle qu'elle ressort de la base de données européenne d'occupation biophysique des sols Corine Land Cover (CLC), est marquée par l'importance des territoires agricoles (65,4 % en 2018), une proportion identique à celle de 1990 (65,4 %).
La répartition détaillée en 2018 est la suivante : terres arables (56,6 %), forêts (26,9 %), prairies (8,9 %), milieux à végétation arbustive et/ou herbacée (4,7 %), zones urbanisées (3 %).
L'évolution de l'occupation des sols de la commune et de ses infrastructures peut être observée sur les différentes représentations cartographiques du territoire : la carte de Cassini (XVIIIe siècle), la carte d'état-major (1820-1866) et les cartes ou photos aériennes de l'IGN pour la période actuelle (1950 à aujourd'hui).

### Habitat et logement
En 2021, le nombre total de logements dans la commune était de 147, alors qu'il était de 148 en 2016 et de 144 en 2011.
Parmi ces logements, 86,4 % étaient des résidences principales, 6,1 % des résidences secondaires et 7,5 % des logements vacants. Ces logements étaient pour 96,5 % d'entre eux des maisons individuelles et pour 3,5 % des appartements.
Le tableau ci-dessous présente la typologie des logements à Domvast en 2021 en comparaison avec celle de la Somme et de la France entière. Une caractéristique marquante du parc de logements est ainsi la faible proportion des résidences secondaires et logements occasionnels (6,1 %) par rapport au département (8,4 %) et à la France entière (9,7 %).
| Typologie                                               | Domvast | Somme | France entière |
| ------------------------------------------------------- | ------- | ----- | -------------- |
| Résidences principales (en %)                           | 86,4    | 83,1  | 82,2           |
| Résidences secondaires et logements occasionnels (en %) | 6,1     | 8,4   | 9,7            |
| Logements vacants (en %)                                | 7,5     | 8,5   | 8,1            |

### Voies de communication et transports
La localité est desservie par les autocars du réseau Trans'80 (axe Boufflers - Abbeville), chaque jour de la semaine, sauf le dimanche et les jours fériés.

## Toponymie
Le nom de la localité est attesté sous les formes Domnus Vedastus en 1147 ; Donveast en 1160 ; Donvast en 1237 ; Donvaast en 1239 ; Donvaas en 1260 ; Donnus Vedastus en 1301 ; Dom-Vast en 1343 ; Dompvast en 1638 ; Domvaast en 1646 ; Domvan en 1698 ; Donvat en 1710 ; Domvast en 1757.
Domnus Vedastus signifie « saint Vast », du bas latin domnus et du nom de saint Vedastus, évêque d'Arras au Ve siècle. L'église renferme d'ailleurs une statue de saint Vast.

## Histoire

### Moyen Âge
La famille d'Abbeville possède la seigneurie de 1300 à 1486.
Philippe le Bon, duc de Bourgogne et Henri V, roi d'Angleterre, séjournent à Domvast en 1421, lorsqu'ils viennent chasser en forêt de Crécy.
Au Moyen Âge, le château féodal est situé à l'emplacement du château actuel.
La commune a compté un ancien prieuré avec une chapelle. Cet établissement religieux possédait un bois : le bois des Prieurs.

### Temps modernes
La famille de Melun conserve ensuite la seigneurie jusqu'au XVIIIe siècle.
Domvast est brûlée en 1635 par les Espagnols.
Des restes de souterrains qui ont servi de refuge pendant les périodes troubles, les muches, sont encore visibles.
Le domaine communal a appartenu au comte de Melun qui portait d'azur à neuf besants d'or,.
En 1793, l'église cesse d'être affectée au service religieux. On n'y laisse que la chaire, destinée à la lecture des lois. L'église servira de magasin de salpêtre.
En 1838, le conseil municipal délibère pour la construction de l'école, la mairie et le logement de l'instituteur.
En 1871, plusieurs jeunes prennent part à la défense de Paris ou Péronne. Domvast connaît l'occupation prussienne et les réquisitions.
Une carrière de phosphate est ouverte en 1897, et on y découvre une grande quantité de dents de poissons fossilisés.
A la fin de la Seconde Guerre mondiale, près de la ferme de Wicquigny, les Allemands construisent des rampes de lancement de V1.
En 1951, à la suite de la demande de ses habitants, le hameau d'Hellencourt est rattaché à la commune de Domvast.
Auparavant, il était administré par la commune d'Agenvillers.

## Politique et administration

### Rattachements administratifs et électoraux

#### Rattachements administratifs
La commune se trouve dans l'arrondissement d'Abbeville du département de la Somme.
Elle faisait partie depuis 1801 du canton de Nouvion. Dans le cadre du redécoupage cantonal de 2014 en France, cette circonscription administrative territoriale a disparu, et le canton n'est plus qu'une circonscription électorale.

#### Rattachements électoraux
Pour les élections départementales, la commune fait partie depuis 2014 du canton d'Abbeville-1.
Pour l'élection des députés, elle fait partie de la troisième circonscription de la Somme.

### Intercommunalité
Domvast était membre de la petite communauté de communes du canton de Nouvion, un établissement public de coopération intercommunale (EPCI) à fiscalité propre créé fin 1996 et auquel la commune avait transféré un certain nombre de ses compétences, dans les conditions déterminées par le code général des collectivités territoriales.
Dans le cadre des dispositions de la loi portant nouvelle organisation territoriale de la République du 7 août 2015, qui prévoit que les établissements publics de coopération intercommunale (EPCI) à fiscalité propre doivent avoir un minimum de 15 000 habitants, cette intercommunalité a fusionné avec ses voisines pour former, le 1er janvier 2017, la communauté de communes Ponthieu-Marquenterre, dont est désormais membre la commune.

### Liste des maires
| Période      | Période                        | Identité                               | Étiquette | Qualité                                                                               |
| ------------ | ------------------------------ | -------------------------------------- | --------- | ------------------------------------------------------------------------------------- |
| 1790         | 1791                           | Adrien Flet                            |           |                                                                                       |
| 1791         | 1814                           | Nicolas Parentin                       |           |                                                                                       |
| 1814         | 1817                           | Jean-Baptiste Hecquet                  |           |                                                                                       |
| 1817         | 1822                           | Jean-François Flet                     |           |                                                                                       |
| 1822         | 1847                           | Jacques Elluin                         |           |                                                                                       |
| 1847         | 1865                           | Urbain Hecquet                         |           |                                                                                       |
| 1865         | 1871                           | Jean-Baptiste Laurent Crognier         |           |                                                                                       |
| 1871         | 1882                           | Albert-Marie Baron Bourgeois de Boynes |           |                                                                                       |
| 1882         | 1911                           | Henri Petit                            |           |                                                                                       |
| 1911         | 1929                           | Fernand Gaffet                         |           |                                                                                       |
| 1929         | 1935                           | Désiré Monflier                        |           |                                                                                       |
| 1935         | 1947                           | Joseph Gaffet                          |           |                                                                                       |
| 1947         | 1959                           | Octave Jouy                            |           |                                                                                       |
| 1959         | 1977                           | Adolphe Delavier                       |           |                                                                                       |
| 1977         | 2008                           | Émile Monflier                         |           | Agriculteur                                                                           |
| mars 2008    | juillet 2020                   | Gérard Sagot                           |           | Exploitant agricole retraité Président cantonal des agriculteurs du canton de Nouvion |
| juillet 2020 | En cours (au 28 novembre 2024) | Michel Gayet                           |           | Ingénieur ou cadre technique d'entreprise                                             |

## Équipements et services publics
La salle communale, appelée « salle du Picard », a été construite dans le parc Émile-Monflier.

### Enseignement
En matière d'enseignement primaire, les enfants du village sont accueillis au sein du regroupement pédagogique intercommunal de la vallée de l'Épine qui compte trois écoles : à Agenvillers, Canchy et Millencourt-en-Ponthieu, accueillant 123 élèves pour l'année scolaire 2018-2019. Les écoliers sont originaires d'Agenvillers, Canchy, Gapennes, Millencourt-en-Ponthieu, Domvast et Neuilly-l'Hôpital.

### Justice, sécurité, secours et défense
La commune s'est équipée en 2022 d'un dispositif de vidéosurveillance de l'espace public.

## Population et société

### Démographie
L'évolution du nombre d'habitants est connue à travers les recensements de la population effectués dans la commune depuis 1793. Pour les communes de moins de 10 000 habitants, une enquête de recensement portant sur toute la population est réalisée tous les cinq ans, les populations de référence des années intermédiaires étant quant à elles estimées par interpolation ou extrapolation. Pour la commune, le premier recensement exhaustif entrant dans le cadre du nouveau dispositif a été réalisé en 2004.

En 2022, la commune comptait 341 habitants, en évolution de −2,29 % par rapport à 2016 (Somme : −1,26 %, France hors Mayotte : +2,11 %).
| 1793 | 1800 | 1806 | 1821 | 1831 | 1836 | 1841 | 1846 | 1851 |
| ---- | ---- | ---- | ---- | ---- | ---- | ---- | ---- | ---- |
| 521  | 579  | 646  | 558  | 574  | 569  | 550  | 530  | 489  |

| 1856 | 1861 | 1866 | 1872 | 1876 | 1881 | 1886 | 1891 | 1896 |
| ---- | ---- | ---- | ---- | ---- | ---- | ---- | ---- | ---- |
| 462  | 444  | 426  | 408  | 409  | 382  | 369  | 359  | 331  |

| 1901 | 1906 | 1911 | 1921 | 1926 | 1931 | 1936 | 1946 | 1954 |
| ---- | ---- | ---- | ---- | ---- | ---- | ---- | ---- | ---- |
| 381  | 362  | 292  | 296  | 278  | 268  | 242  | 261  | 260  |

| 1962 | 1968 | 1975 | 1982 | 1990 | 1999 | 2004 | 2006 | 2009 |
| ---- | ---- | ---- | ---- | ---- | ---- | ---- | ---- | ---- |
| 240  | 255  | 220  | 213  | 205  | 212  | 276  | 309  | 336  |

| 2014 | 2019 | 2022 | - | - | - | - | - | - |
| ---- | ---- | ---- | - | - | - | - | - | - |
| 347  | 351  | 341  | - | - | - | - | - | - |

En 1899, deux habitations isolées sont recensées : la ferme de Wicquigny (6 habitants) et l'auberge des 4 Routes, à l'intersection de la route nationale 28 et du chemin no 10 (4 habitants).

## Culture locale et patrimoine

### Lieux et monuments
- Église Sainte-Marie-Madeleine. Construite en brique pour la nef, en craie pour le chœur, elle possède des ouvertures de style roman et un clocher à élévation carrée.
- Un pigeonnier rond, construit en 1850 au milieu d'un ancien corps de ferme baptisé « Le bien venant », est aussi à usage de puits[29].
- À côté des communs de l'ancien château, brûlé en 1907, le pigeonnier à colombages, coiffé d'une toiture en coupole, est fait de bois, brique et silex[30].
- Au lieu-dit le Monsuret, sur le chemin d'Airaines à Douriez, un souterrain a été creusé à 10 mètres de profondeur. Il possède une galerie de cent mètres environ, permettant d'accéder à 14 chambres[31].
- Dans le bois du Rondel, à proximité de Canchy, un arbre à chapelle supporte une statue de la Vierge Notre-Dame du Rondel[32],[33].
- Statue monumentale en bois de François Stienne érigée en 2022 dans le parc de Domvast, représentant un écureuil, animal emblématique représentant la Forêt de Crécy[34]

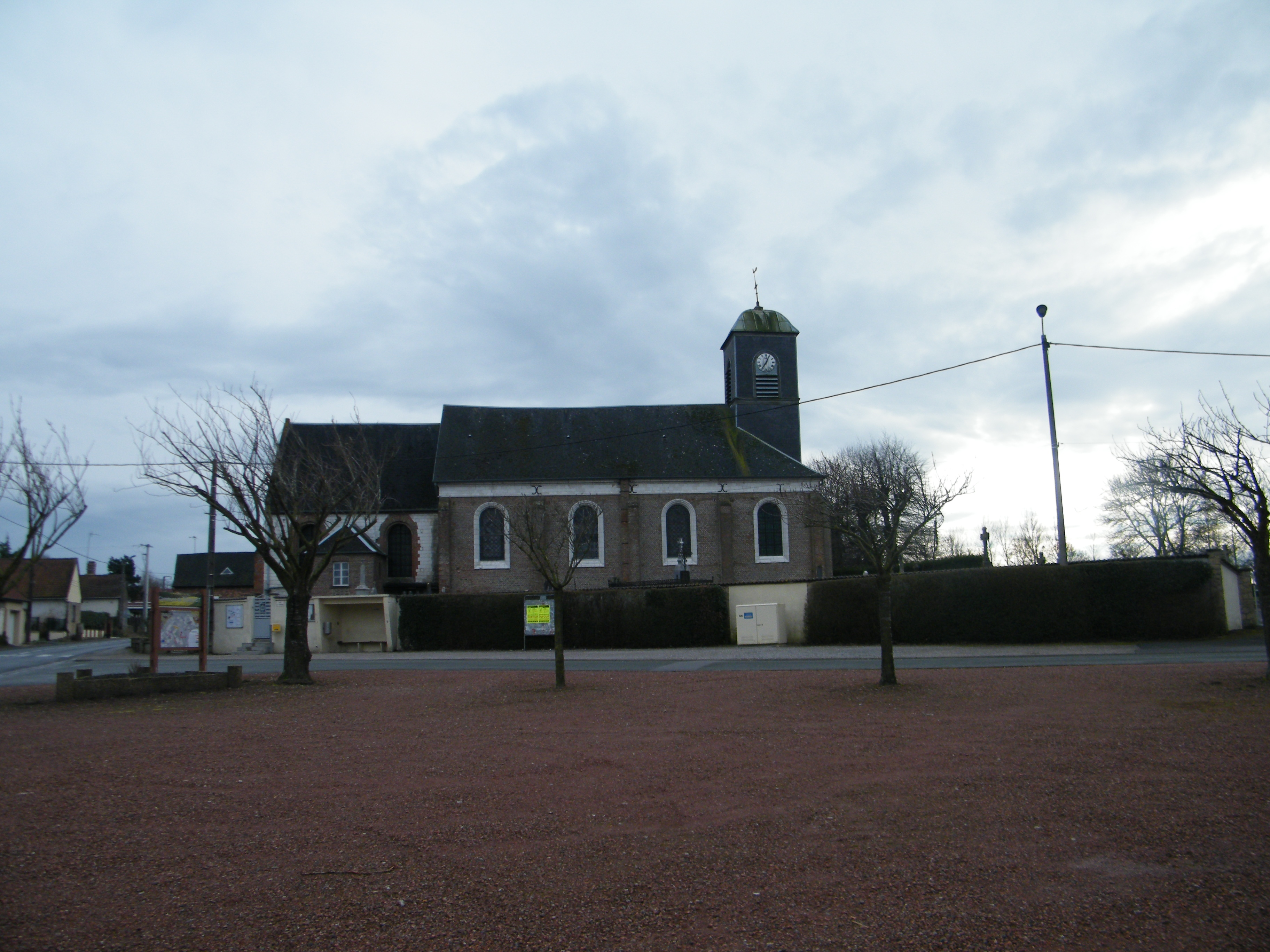
L'église de Domvast.
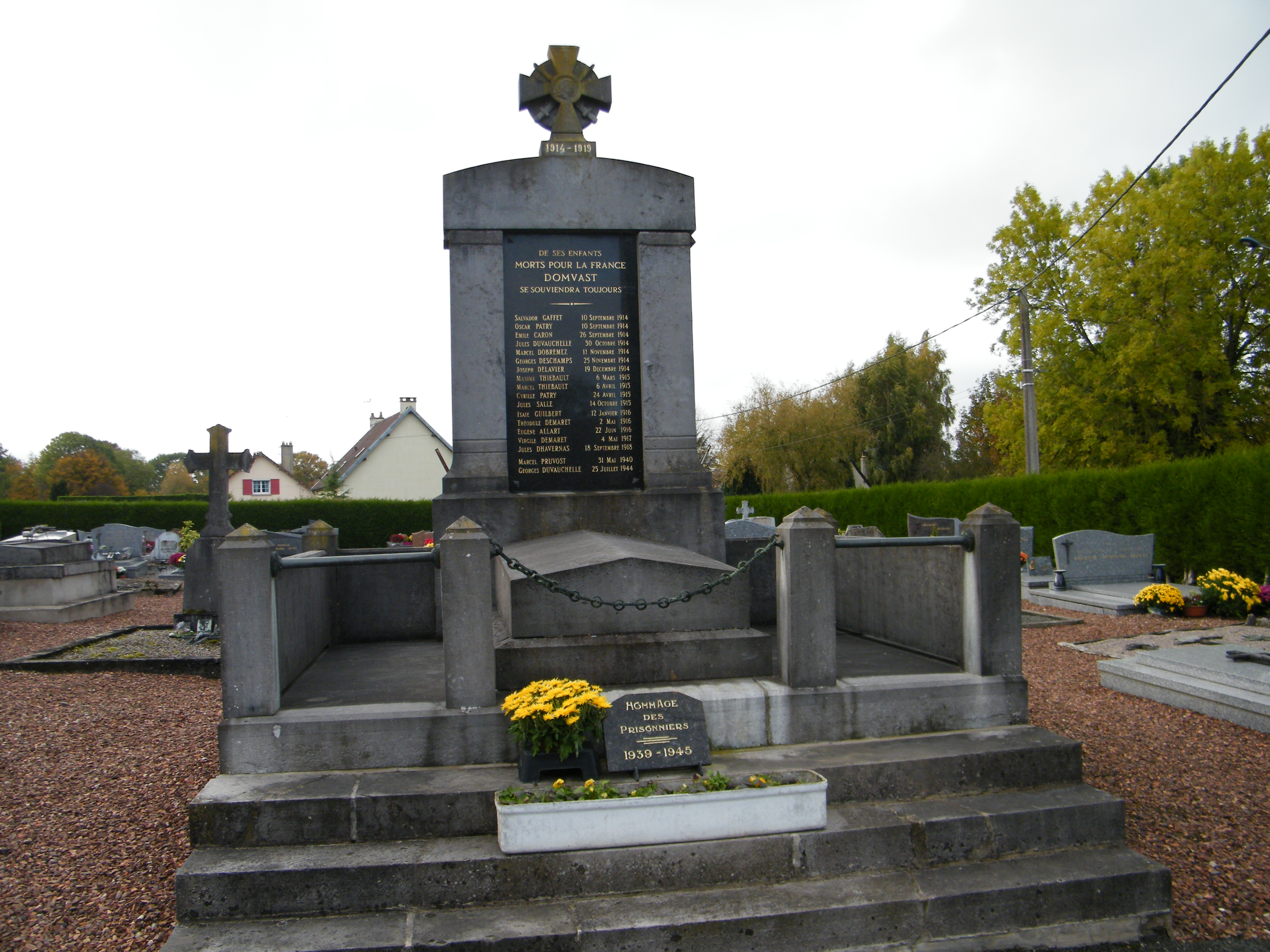
Monument aux morts.
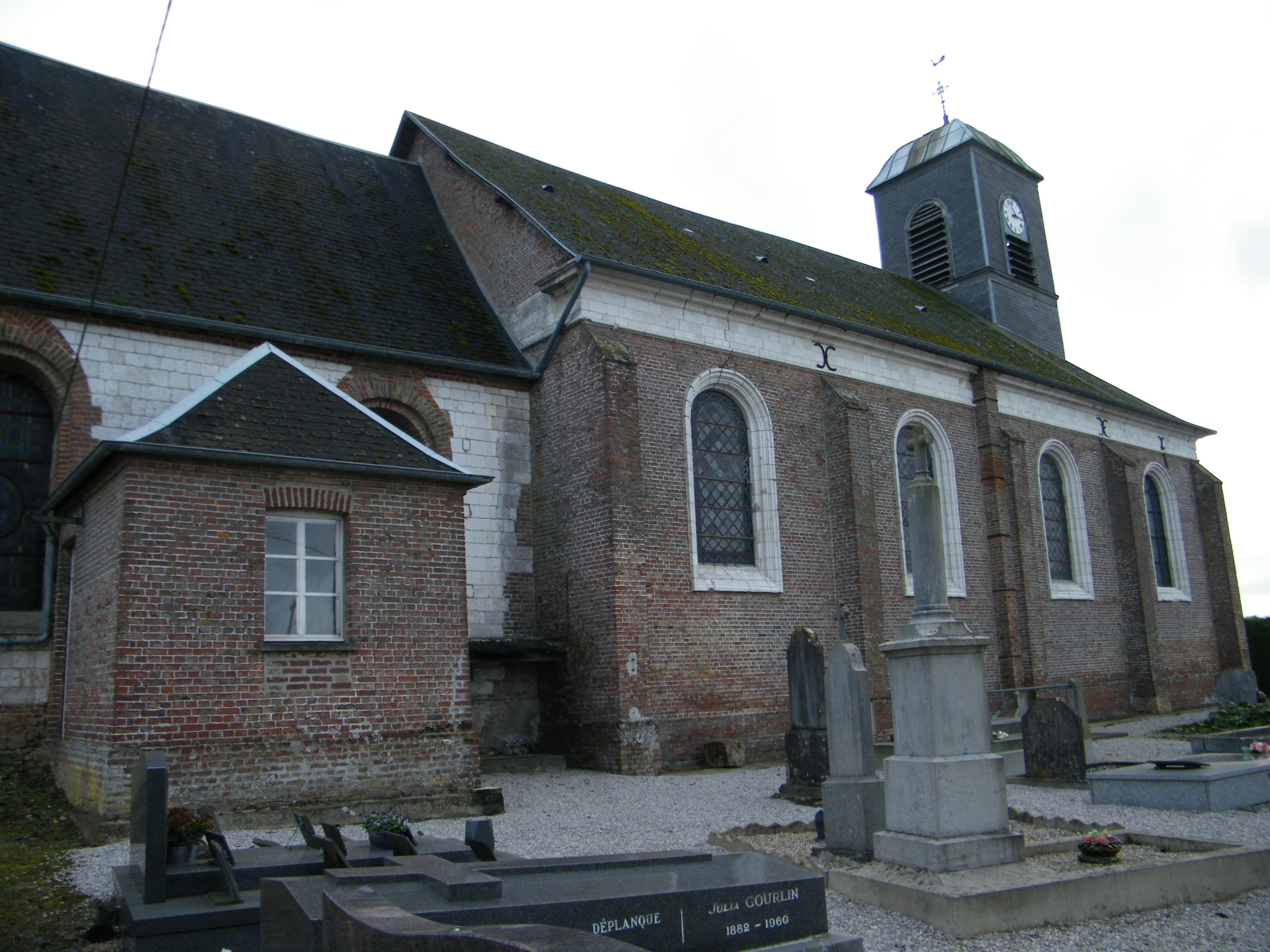
Autre vue de l'église.
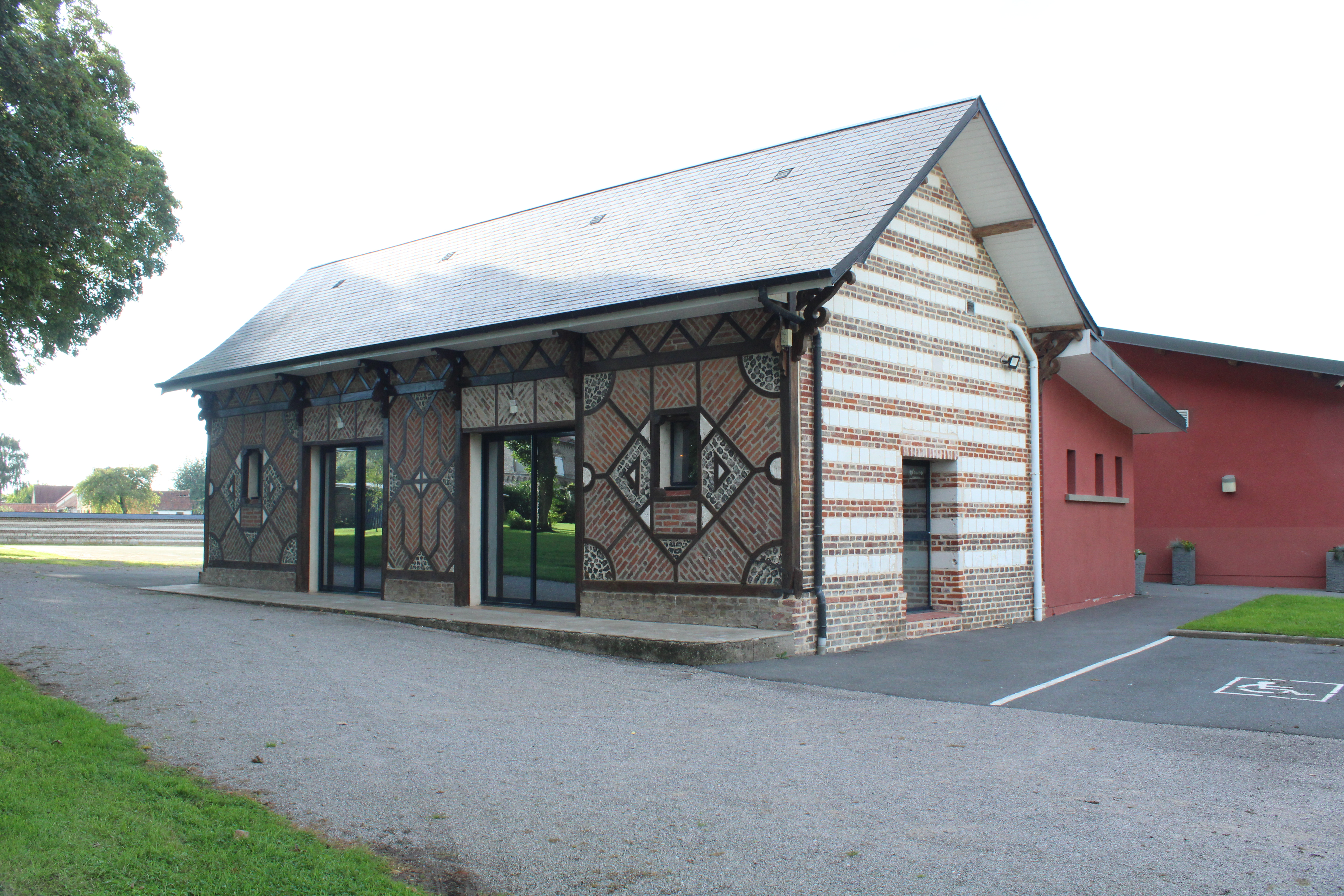
La salle du Bon-Picard.

### Héraldique
| Blason de Domvast | Blason  | Coupé d'argent et d'azur au cerf passant, brochant de l'un en l'autre, accompagné en chef de deux écussons de gueules et en pointe d'un besant d'or. |
| Blason de Domvast | Détails | Les deux écussons de gueules rappellent la famille D'Abbeville (D'argent à 3 écussons de gueules) dont sont issus les seigneurs de Domvast de 1300 à 1486. Le besant d'or est emprunté aux armes de la famille De Melun (D'azur à neuf besants d'or et au chef du même) qui hérita de la seigneurie par alliance et la conserva jusqu'au XVIIIe siècle et enfin le cerf rappelle les grandes chasses qui firent jadis la réputation de Domvast. Création de Jacques Dulphy avec l'aide de Daniel Juric adoptée par la municipalité le 26 mars 2019. |

## Pour approfondir